# Lucas Secon
Lucas Secon, conhecido também como Lucas (nascido em 3 de novembro de 1970, em Copenhague), é um compositor, produtor musical, DJ e rapper dinamarquês. Ele foi indicado duas vezes ao Grammy Award, uma vez ao MTV Video Music Awards e uma vez ao Emmy. Em 2010, ele e os restantes compositores do single "I Hate This Part", do grupo americano The Pussycat Dolls, venceram um Pop Award no BMI London Awards desse ano.
Para além do The Pussycat Dolls, Secon já compôs e produziu várias canções para Britney Spears, Trey Songz, JLS, Kylie Minogue, Christina Aguilera, Alesso, Blonde, Travie McCoy, Olly Murs, The Wanted,Sean Paul, Toni Braxton, Boyz II Men, Snoop Dogg, Big Time Rush,Steve Aoki ,Cassidy, Mos Def,Sugababes, Liberty X, Keisha White, September, Millie Go Lightly, Shara Nelson, Boom, Girls' Generation, Stan Walker, Martin, Tohoshinki, Cody Simpson, Inna, Alexandra Burke, Pixie Lott, CeeLo Green, Mark Morrison, Aaron Carter, entre outros.
Em 2013, Secon recebeu uma indicação para o Grammy de Melhor Álbum de Dance ou Eletrônica por Wonderland (2012), álbum de Steve Aoki em que participou,  
Secon é também conhecido por seu single "Lucas with the Lid Off" (1994), do álbum Lucacentric . "Lucas with the Lid Off" chegou ao n.º 29 da Billboard Hot 100. Em 1995, o videoclipe do single foi indicado para o Grammy Award de Melhor Vídeo Musical e para o MTV Video Music Award de Melhor Vídeo de Um Artista Masculino.